# Portus Tarbissana
Portus Tarbissana, nombre de un puerto medieval citado por el geógrafo musulmán Al-Idrisi, que lo ubica en el curso bajo del río Guadalquivir.
Se ha supuesto su identificación con la localidad de Trebujena, a la que podía llegar en aquella época un brazo navegable del río.
- Datos: Q6083287